# Franz Ronig
Franz Ronig (* 11. September 1927 in Troisdorf; † 21. Mai 2019 in Trier) war ein römisch-katholischer Priester und Kunsthistoriker. Er war langjähriger Diözesankonservator und Kustos des Domschatzes in Trier.

## Leben
Franz Ronig wuchs in Troisdorf und Köln auf. Nach Kriegseinsatz in der Wehrmacht trat er 1948 in das Priesterseminar in Trier ein und studierte Philosophie und Katholische Theologie. Nach der Priesterweihe am 3. April 1954 war Ronig neun Jahre in der praktischen Seelsorge tätig, und zwar als Kaplan in Saarbrücken-Christkönig, Pfarrhelfer in Wiesbach-St. Augustinus, Religionslehrer an der Marschall-Ney-Schule in Saarbrücken, als Religionslehrer am Gymnasium der Franziskanerinnen auf der Insel Nonnenwerth und als Rektor am Mutterhaus eben dieser Franziskanerinnen auf der Insel Nonnenwerth. Am 1. April 1963 erfolgte seine Freistellung zum Studium der Kunstwissenschaften an der Universität Bonn. Später wechselte Ronig an die Universität des Saarlandes, wo er ab Mai 1965 als Assistent am kunsthistorischen Institut tätig war. 1966 wurde er mit der Dissertation „Verduner Buchmalerei im zwölften Jahrhundert“ zum Dr. phil. promoviert.
Ronig wurde 1966 Diözesankonservator des Bistums Trier und war in dieser Position maßgeblich an der Restaurierung des Trierer Doms beteiligt. Von 1971 bis 1997 leitete er das Amt für Kirchliche Denkmalpflege im Bistum Trier. Seit 1971 war Ronig zudem Kustos des Trierer Domschatzes sowie der Beauftragte für Reliquien und führte diese Ämter auch nach seiner Emeritierung bis zum 31. Mai 2015 fort. 1973 wurde er Domvikar am Trierer Dom, ab 1994 Domkapitular.
Neben dieser Tätigkeit lehrte er Kunstgeschichte als Dozent und Honorarprofessor an der Theologischen Fakultät Trier und an den Universitäten Trier und Saarbrücken.

## Wirken
Ronig verfasste zahlreiche Publikationen über die verschiedensten Aspekte kirchlicher Kunst und Denkmalpflege. Für seine kunstgeschichtlichen und theologischen Vorträge auch über die Grenzen des Bistums Trier hinaus war er bekannt.
Seine umfangreiche Privatbibliothek mit mehr als 27.000 katalogisierten Titeln (Stand: Anfang 2019) übergab Franz Ronig ab 2001 schrittweise an die Bibliothek des Bischöflichen Priesterseminars Trier, wo sie der Öffentlichkeit zur Verfügung steht.
1978 wurde Franz Ronig von Kardinalgroßmeister Maximilien de Fürstenberg zum Komtur des Ritterordens vom Heiligen Grab zu Jerusalem ernannt und am 6. Mai 1978 im Kölner Dom durch Franz Hengsbach, Großprior der deutschen Statthalterei, investiert. Ronig war Mitglied des Deutschen Vereins vom Heiligen Lande.
Er war Mitglied der KDB Hohenburg zu Saarbrücken im RKDB und Bandphilister weiterer Verbindungen im RKDB, u. a. in Trier.

## Ehrungen und Auszeichnungen
- Ernennung zum Päpstlichen Ehrenkaplan (1978)
- Ehrenmitglied in der Historischen Sektion des luxemburgischen Großherzoglichen Instituts (1987)
- Verdienstorden für polnische Kultur „Ordre du Mérite Culturel“ (1987)
- Ehrendoktor der Theologischen Fakultät Trier (1990)
- Ehrenbrief der Stadt Trier (1996)
- Ernennung zum Päpstlichen Ehrenprälaten durch Papst Benedikt XVI. (2005)
- Bundesverdienstkreuz am Bande des Verdienstorden der Bundesrepublik Deutschland (2005)

## Schriften (Auswahl)
- Ein romanisches Evangeliar aus Helmarshausen im Trierer Domschatz. Paulinus Verlag, Trier 1999, ISBN 3-7902-0201-0.
- Der Trierer Dom. (Redaktion), Verlag Gesellschaft für Buchdruckerei, Neuß 1980, ISBN 3-88094-237-4.
- Codex Egberti, Das Perikopenbuch des Erzbischofs Egbert von Trier. Spee-Verlag, Trier 1977, ISBN 3-87760-610-5.